# Pietro Bordino
Pietro Bordino (ur. 22 listopada 1887 w Turynie, zm. 15 kwietnia 1928 w Alessandrii) – włoski kierowca wyścigowy.
W swojej karierze ścigał się w samochodach marki Fiat oraz Bugatti.
Jego największym sukcesem było zwycięstwo w Grand Prix Włoch w 1922 roku.
W latach 1922–1925 wziął udział w dziesięciu wyścigach Mistrzostw American Automobile Association; odniósł dwa zwycięstwa. W 1925 roku zajął dziesiąte miejsce w Indianapolis 500.
Zginął tragicznie podczas treningu przed Grand Prix Alessandrii. Prowadzone przez niego Bugatti zderzyło się z psem i wpadło do rzeki, a kierowca utonął.
Pochowany w Turynie.